# Grogu
Din Grogu, ook wel The Child en door fans en media ook wel "Baby Yoda" genoemd, is een personage uit de televisieserie The Mandalorian en The Book of Boba Fett.
Grogu werd positief ontvangen door het publiek en werd al snel een populaire internetmeme en breakout character.

## Verhaal
Grogu is een soortgenoot van dezelfde buitenaardse soort als het Star Wars-personage Yoda. Hij is 50 jaar oud tijdens de gebeurtenissen in The Mandalorian, maar lijkt nog steeds een baby vanwege het tempo waarin die bepaalde soort volwassen wordt. De soort heeft nooit een eigennaam gekregen omdat Star Wars-maker George Lucas wilde dat Yoda een gevoel van mysterie zou behouden. Tot hoofdstuk 13 (dat wil zeggen aflevering 5 van seizoen 2) van The Mandalorian, werd Grogu niet geïdentificeerd met een eigennaam, door protagonisten aangeduid als "het kind", "de baby" of "de vondeling", en door de antagonisten als "het goed", "de premie", "het doelwit" of "de donor". In hoofdstuk 24 (dat wil zeggen aflevering 8 van seizoen 3) wordt Grogu geadopteerd door Din Djarin, zijn meester in de leer van Mandalore, waarbij hij herdoopt wordt tot Din Grogu.

### The Mandalorian Seizoen 1

#### Chapter 1
Grogu verschijnt voor het eerst in het seriedebuut, "Chapter 1: The Mandalorian", wanneer de Mandalorian een waardevolle opdracht accepteert van een mysterieuze man die alleen bekend staat als "The Client" (Werner Herzog), die werkt voor een overblijfsel van de nu gevallen Galactische Rijk. De opdracht is om een niet-geïdentificeerd vijftig jaar oud doelwit op te sporen en te vangen. De Mandalorian en een mede-premiejager-droid, IG-11 (Taika Waititi), infiltreren een afgelegen en zwaar verdedigd kampement op de planeet Arvala-7 en vinden Grogu. Wanneer IG-11 Grogu probeert te doden, beschermt de Mandalorian hem en in plaats daarvan schiet en vernietigt hij IG-11.

#### Chapter 2 & 3
In "Chapter 2: The Child" is Grogu aanwezig wanneer de Mandalorian wordt aangevallen door een gigantisch neushoornachtig wezen dat een Mudhorn wordt genoemd. Terwijl het beest naar de Mandalorian rent om te doden, gebruikt Grogu de Force om de mudhorn te laten zweven, waardoor een verraste Mandalorian hem kan doden. De Mandalorian levert Grogu aan de klant op de planeet Nevarro en ontvangt zijn premie in "Hoofdstuk 3: The Sin", waarna de klant zijn collega, Dr. Pershing (Omid Abtahi), beveelt om "het benodigde materiaal" uit Grogu te halen. De Mandalorian twijfelt later en keert terug naar de keizerlijke compound om Grogu te redden, waarbij hij meerdere stormtroopers doodt. Dit is in strijd met de code van de Bounty Hunters 'Guild, en een groep premiejagers onder leiding van gildeleider Greef Karga (Carl Weathers) lokt de Mandalorian in een hinderlaag en probeert Grogu van hem terug te nemen. De Mandalorianen en Grogu worden gered wanneer medestrijders van de Mandalorian-stam uit hun schuilplaats komen om hen te verdedigen, waardoor ze aan Nevarro kunnen ontsnappen.

#### Chapter 4 & 5
In "Chapter 4: Sanctuary" zoekt de Mandalorian zijn toevlucht in de dunbevolkte planeet Sorgan. Hij is van plan Grogu te verlaten in een dorp daar onder de hoede van een weduwe genaamd Omera (Julia Jones), maar nadat een andere premiejager hen heeft opgespoord, realiseert hij zich dat de planeet niet veilig is. De Mandalorian en Grogu bezoeken de planeet Tatooine in "Hoofdstuk 5: The Gunslinger", waarin de Mandalorian Grogu achterlaat onder de hoede van een monteur genaamd Peli Motto (Amy Sedaris). Grogu en Peli worden kort ontvoerd door een premiejager genaamd Toro Calican (Jake Cannavale), die door de Mandaloriaan wordt vermoord.

#### Chapter 6
In "Hoofdstuk 6: The Prisoner" neemt de Mandalorian deel aan een reddingsopdracht als onderdeel van een team van huurlingen, georganiseerd door Ranzar Malk (Mark Boone Junior). De Mandalorian houdt Grogu tijdens de missie verborgen op zijn schip, maar de andere huurlingen vinden hem uiteindelijk. Een van hen, een droid genaamd Q9-0 (Richard Ayoade), leert van de premie op Grogu en probeert hem te doden, maar wordt zelf vernietigd door de Mandalorian.

#### Chapter 7
Aan het begin van de voorlaatste aflevering van het eerste seizoen, "Chapter 7: The Reckoning", wordt de Mandalorian gecontacteerd door Greef Karga, die zegt dat de Client zijn controle over Nevarro heeft aangescherpt als gevolg van de acties van de Mandalorian daar. Greef stelt voor dat de Mandalorian hem helpt de Client te doden en de keizerlijke aanwezigheid van de planeet te elimineren, en in ruil daarvoor zullen hij en Grogu veilig zijn voor verdere represailles van het Gilde. Het voorstel is een valstrik, en Greef is van plan de Mandalorian in een hinderlaag te lokken en te doden en Grogu terug te sturen naar de Client. Desalniettemin accepteert de Mandalorian het aanbod en keert terug naar de planeet samen met Grogu en zijn bondgenoten Cara Dune (Gina Carano), Kuiil (Nick Nolte) en de onlangs herbouwde IG-11, die Kuiil heeft geherprogrammeerd om een verpleegster-droid en beschermer te zijn voor Grogu. Tijdens hun reis wordt het gezelschap aangevallen door pterodactyl-achtige wezens en Greef krijgt wat een fatale verwonding zou zijn geweest, maar Grogu gebruikt de Force om hem te genezen. Greef is zo ontroerd dat hij van gedachten verandert en de anderen informeert over de val. Ze bedenken een nieuw plan waarbij Kuiil Grogu terugbrengt naar het schip van de Mandalorian, terwijl de anderen de Client en zijn troepen zullen doden. Het plan loopt mis en Kuiil wordt gedood door Imperial Scout Troopers, die Grogu kort ontvoeren voordat hij wordt gered door IG-11 aan het begin van de finale van het eerste seizoen, "Hoofdstuk 8: Redemption". IG-11 brengt Grogu terug naar de Mandalorianen, Cara en Greef en helpt hen te verdedigen tegen een hinderlaag van de keizerlijke leider Moff Gideon (Giancarlo Esposito), van wie wordt onthuld dat hij Grogu al die tijd heeft gezocht. Hij onthult niet waarom hij Grogu wil, maar zegt dat hij "meer voor me betekent dan je ooit zult weten".

#### Chapter 8
Na een aanval van Gideons stormtroopers te hebben overleefd, waarbij Grogu de Force gebruikt om het vuur van de vlammenwerper van een aanvallende stormtrooper tegen hem af te buigen, ontsnapt de groep met Grogu door een rioolrooster. Ze zoeken hulp bij de verborgen Mandaloriaanse stam, maar het wordt onthuld dat de Imperials de stam hebben uitgeroeid nadat ze zichzelf hadden geopenbaard in "Hoofdstuk 3: The Sin". De leider van de stam, "The Armorer" (Emily Swallow), instrueert de Mandalorian om over Grogu te waken en hem te beschermen, die ze formeel adopteert in de Mandaloriaanse cultuur als een "vondeling", zoals de Mandalorian ooit was zichzelf. Ze instrueert de Mandalorian om Grogu te zoeken en uit te leveren aan de anderen van zijn soort, en dat totdat dit gebeurt, de Mandalorian en Grogu een "clan of two" zijn, en dat de Mandalorian als een vader voor hem zal zijn. Ze verklaart dat hun "zegelring" een gelijkenis is van een Mudhorn, het wezen dat de Mandaloriaan en Grogu samenwerkten om te doden in "Hoofdstuk 2: Het kind". De groep vertrekt, en IG-11 offert zichzelf op om een hele ploeg stormtroopers te vernietigen om Grogu te beschermen. Na een laatste aanval van Moff Gideon te hebben afgeweerd, vertrekt de Mandalorian opnieuw met Grogu vanuit Nevarro.

### The Mandalorian Seizoen 2

#### Chapter 9
Grogu vergezelt de Mandalorian tijdens zijn zoektocht naar andere Mandalorianen die hem kunnen helpen het volk van de eerste te vinden: de Jedi. In "Chapter 9: The Marshal", keert het paar terug naar Tatooine en ontmoeten ze Cobb Vanth (Timothy Olyphant), de maarschalk van Mos Pelgo, die geen echte Mandaloriaan is, maar een Mandaloriaans pantser draagt. De Mandalorian helpt Vanth een krayt-draak te doden die Mos Pelgo had aangevallen in ruil voor zijn pantser, waarbij hij gaandeweg een ongemakkelijke alliantie tot stand bracht tussen de dorpelingen en een Tusken Raider-stam, en diep respect voor Vanth ontwikkelde, tot het punt dat hij hem toevertrouwde. zorg voor Grogu, mocht hij omkomen tijdens zijn poging om de draak te doden.

#### Chapter 10
In "Chapter 10: The Passenger" vertrekken de Mandalorianen en Grogu naar Trask, waar ze een contactpersoon moeten nemen, "Frog Lady" (Misty Rosas, ingesproken door Dee Bradley Baker), en haar eieren in ruil voor een voorsprong op andere Mandalorians . Tijdens hun reis lust Grogu de eieren en eet er een paar, zelfs als de Mandalorian hem dit expliciet verbiedt. Grogu's eetlust brengt de groep ook in de problemen terwijl ze gestrand zijn op Maldo Kreis, waar hij een spinachtig schepsel-ei eet, net zoals de rest van de zwerm uitkomt, hoewel ze uiteindelijk worden gered door twee X-wing piloten (Dave Filoni en Paul Sun- Hyung Lee) uit de New Republic.

#### Chapter 11
In "Chapter 11: The Heiress" arriveert de groep op Trask en, nadat ze Frog Lady en haar resterende eieren naar haar man hebben gebracht, ontmoeten de Mandalorian en Grogu Bo-Katan Kryze (Katee Sackhoff) en twee andere Mandaloriaanse krijgers, die hen redden van een bemanning van Quarrens die probeerden de twee te doden en het pantser van de Mandalorian te stelen. Terwijl de Mandalorian het team van Bo-Katan vergezelt op een missie in ruil voor een voorsprong op Jedi, blijft Grogu achter met de Frog Man en Frog Lady, gedurende welke tijd de eieren uitkomen en Grogu een band krijgt met de pasgeboren kikkervisjes.

#### Chapter 12
In "Chapter 12: The Siege" keren de Mandalorian en Grogu terug naar Nevarro voor reparaties aan de Razor Crest, en herenigen ze zich met Greef Karga en Cara Dune, die sindsdien de planeet hebben veranderd in een handelsrijke planeet. Terwijl de Mandalorian met Greef, Cara en hun Mythrol-metgezel (Horatio Sanz) gaat om de laatste keizerlijke basis op Nevarro te vernietigen in ruil voor genoemde reparaties, wordt Grogu achtergelaten op een plaatselijke school, waar hij de Force gebruikt om koekjes van een jongen te stelen. . Deze aflevering geeft ook een idee wat de plannen van het rijk met Grogu zijn; tijdens het verkennen van de keizerlijke basis, struikelen de Mandalorian en de anderen over kloneringsexperimenten die zijn uitgevoerd door keizerlijke wetenschappers, waarbij het bloed van Grogu is betrokken, waarvan sommige al aan de klonen zijn getransfundeerd om ze zogenaamd "Force-sensitive" te maken.

#### Chapter 13
In "Chapter 13: The Jedi" neemt de Mandalorian Grogu mee naar de voormalige Jedi Ahsoka Tano (Rosario Dawson) op Corvus, die met hem communiceert via de Force, zijn naam leert kennen en dat hij een voormalig Jedi-jongeling is die werd gered van de Jedi Temple op Coruscant tijdens de Great Jedi Purge en verborgen voor zijn eigen veiligheid, daarom onderdrukt hij zijn Force-krachten. Terwijl Ahsoka terughoudend is om Grogu te trainen vanwege zijn sterke gehechtheid aan de Mandalorian, vertelt ze de laatste om hem naar de Jedi-tempel op Tython te brengen, waar Grogu via de Force een andere Jedi kan bereiken en zijn eigen lot kan kiezen.

#### Chapter 14
In "Chapter 14: The Tragedy", brengt de Mandalorian Grogu naar genoemde tempel, waar hij begint te mediteren en een beschermend krachtveld om hem heen creëert. Het keizerlijke overblijfsel van Moff Gideon, nadat hij de Mandalorian heeft opgespoord, valt al snel aan in een poging Grogu te vangen, die zijn meditatie voortzet terwijl hij wordt beschermd door de Mandalorian en de recent aangekomen Boba Fett (Temuera Morrison) en Fennec Shand (Ming-Na Wen), die een deal sloot met de eerste om Grogu te beschermen in ruil voor Fett's pantser (dat de Mandalorian kreeg van Cobb Vanth op Tatooine). Ondanks hun beste inspanningen wordt Grogu gevangengenomen door Gideons Dark Troopers en naar zijn kruiser gebracht, waar hij opgesloten zit in een cel. Later ziet Gideon dat Grogu zijn Force-krachten gebruikt op twee stormtroopers die hij door de cel gooit, voordat hij hem bedwelmt en zich voorbereidt om hem naar Dr. Pershing te brengen om de bloedtransfusie te voltooien.

#### Chapter 15
Tijdens de gebeurtenissen van "Hoofdstuk 15: The Believer" zit Grogu op de Star Destroyer van Moff Gideon. Het was ook de eerste keer dat er een aflevering van de The Mandalorian zonder Grogu werd gestreamd.

#### Chapter 16
In "Chapter 16: The Rescue" gaan de Mandalorianen aan boord van het schip van Gideon om Grogu te redden, bijgestaan door Cara, Fett, Fennec, Bo-Katan en Koska Reeves (Mercedes Varnado). Terwijl Fett dekking biedt tegen Slave I en de anderen de controle over de scheepsbrug overnemen, confronteert de Mandalorian Gideon en verslaat hij. Met Gideon gevangen en Grogu in hun hechtenis, wordt de ontsnappingsroute van de Mandalorian en zijn bondgenoten afgesneden door een peloton van Dark Trooper-droids totdat Luke Skywalker arriveert om hen te redden, vergezeld van R2-D2. Luke biedt aan om Grogu op te voeden en op te leiden, en de Mandalorian, die beseft dat het zijn lot van het kind is om een Jedi te worden, staat Grogu met tegenzin toe om met Luke mee te gaan. Tijdens een emotioneel afscheid doet de Mandalorian zijn helm af om Grogu voor de eerste keer zijn gezicht te laten zien en belooft hem hem weer te ontmoeten.

### The Book of Boba Fett
Grogu verschijnt samen met Luke Skywalker in de zesde aflevering van The Book of Boba Fett. Hierin moet hij een keuze maken tussen een jedi worden of herenigd worden met Din Djarin. In de laatste aflevering van de serie blijkt dat hij voor een hereniging met Din Djarin heeft gekozen waarna ze elkaar weer zien.

### The Mandalorian Seizoen 3
In het derde seizoen is het hoofdverhaal de strijd van de Mandalorianen voor herovering van hun thuisplaneet Mandalore. Din Djarin en Grogu krijgen onder meer tegenstand van een cyborg-monster, ruimtepiraten en Moff Gideon. Zijn Jedi-training bij Skywalker heeft Grogu zijn talenten in de Force verder ontwikkeld, waardoor hij een grote hulp is geworden in de gevechten die Djarin moet aangaan.